# Kasza Lajos (üzletember)
Kasza Lajos (Jászberény, 1950. január 1. –) magyar gépésztechnikus és vállalkozó, az egyik legnagyobb magyar tulajdonú cégcsoport, a Jász-Plasztik alapítója és tulajdonosa. A 100 leggazdagabb magyar 2023-as rangsorában a 10. helyen szerepelt 147,5 milliárd forintra becsült vagyonával.

## Élete
1950. január elsején született Jászberényben, szülei tanyájukon gazdálkodtak, illetve a helyi szövetkezetben dolgoztak. A Jászberény és Pusztamonostor között elterülő Peres nevezetű tanyavilágban nőtt fel. Itt volt kisiskolás, többször kilométereket gyalogolt szélben, fagyban vagy éppen kánikulában, hogy elérjen az iskolába. Általános iskola után helyben szerszámkészítőnek tanult, később pedig Törökszentmiklóson gépésztechnikusi oklevelet szerzett. Kezdetben a jászberényi Műszeripari Szövetkezetben dolgozott, később a Lenin Mezőgazdasági Termelőszövetkezethez került. A tsz ipari ágazatában végigjárta annak ranglétráját, előbb szerelő, azután műhelyvezető lett, később ipari ágazatvezetőként dolgozott. Később konfliktusa támadt a tsz vezetőségével, így otthagyta azt. 1986-ben unokatestvérével, Kasza Jánossal kisszövetkezetet alapítottak, ennek keretében rakták össze fél év alatt az első fröccsöntő gépüket is, melyet autóalkatrészekből, mezőgazdasági gépek alkatrészeiből építettek. Kezdetben jelentős megrendelést kaptak bútoralkatrészekre, bútorszerelési anyagokra a salgótarjáni Síküveggyártól, illetve nagy megrendelőjük volt ekkor a Villamosszigetelő- és Műanyaggyár. 1990-ben a korábbi kisszövetkezeti formát felváltva megalapították az igényeknek jobban megfelelő, az új gazdasági és jogrendbe jobban beleillő Jász-Plasztik Kft.-t.

## Díjai, elismerései
- Jászberény díszpolgára (2009)
- Magyar Műanyagipari Szövetség által alapított Innovációs Díj (2018)